# Championnat des Flandres 2015
La 100e édition du Championnat des Flandres (en néerlandais Kampioenschap van Vlaanderen) a eu lieu le 18 septembre 2015. La course fait partie du calendrier UCI Europe Tour 2015 en catégorie 1.1. La course est remportée au sprint par le Belge Jens Debusschere (Lotto-Soudal) mais le Néerlandais Dylan Groenewegen (oompot Oranje Peloton) chute et se blesse. Il atterrit juste devant la ligne d'arrivée sans la franchir. Les commissaires décident ensuite de déclasser Jens Debusschere à la sixième place et d'attribuer la victoire au Polonais Michał Gołaś (Etixx-Quick Step). Il est suivi dans le même temps par le Russe Nikolay Trusov (Tinkoff-Saxo) et le Norvégien Adrian Aas Stien (Joker).

## Présentation

### Équipes
Classé en catégorie 1.1 de l'UCI Europe Tour, le Championnat des Flandres est par conséquent ouvert aux UCI WorldTeams dans la limite de 50 % des équipes participantes, aux équipes continentales professionnelles, aux équipes continentales et aux équipes nationales. Sept WorldTeams, six équipes continentales professionnelles et treize équipes continentales prennent le départ de ce Championnat des Flandres.
| WorldTeams (7)- Tinkoff-Saxo - Trek Factory Racing - AG2R La Mondiale - Etixx-Quick Step - Giant-Alpecin - FDJ - Lotto-Soudal Équipes continentales professionnelles (5)- Roompot Oranje Peloton - Wanty-Groupe Gobert - Androni Giocattoli-Sidermec - Bretagne-Séché Environnement - Topsport Vlaanderen-Baloise Équipes continentales (13)- Superano Ham-Isorex - Verandas Willems - An Post-ChainReaction - Veranclassic-Ekoï - Roubaix Lille Métropole - Wallonie-Bruxelles - Vastgoedservice-Golden Palace - CCT-Champion System - Team3M - Jo Piels - Rabobank Development - Cibel - Joker |
| |

### Monument

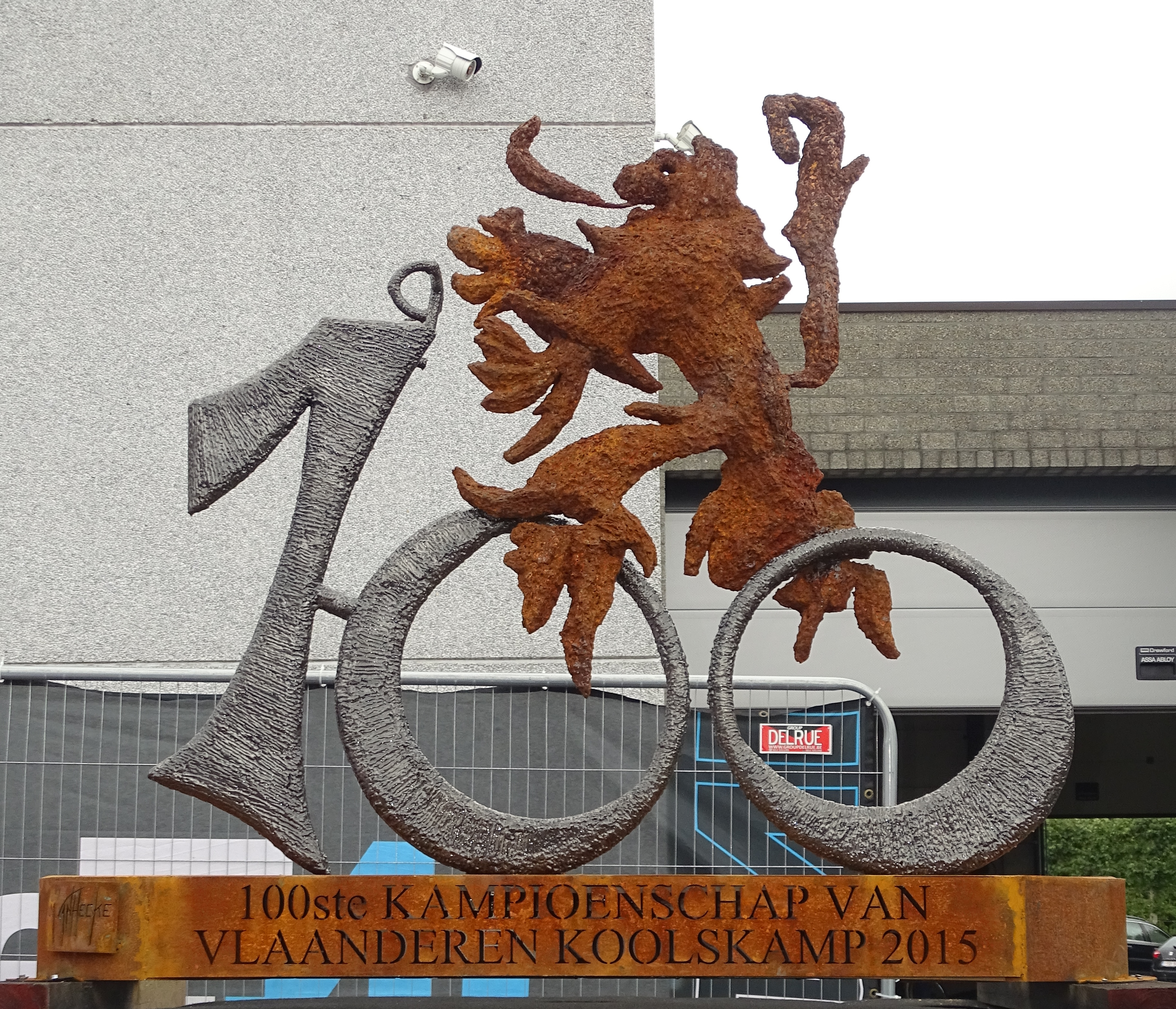
Le monument, présenté le jour de la course près de la ligne d'arrivée.

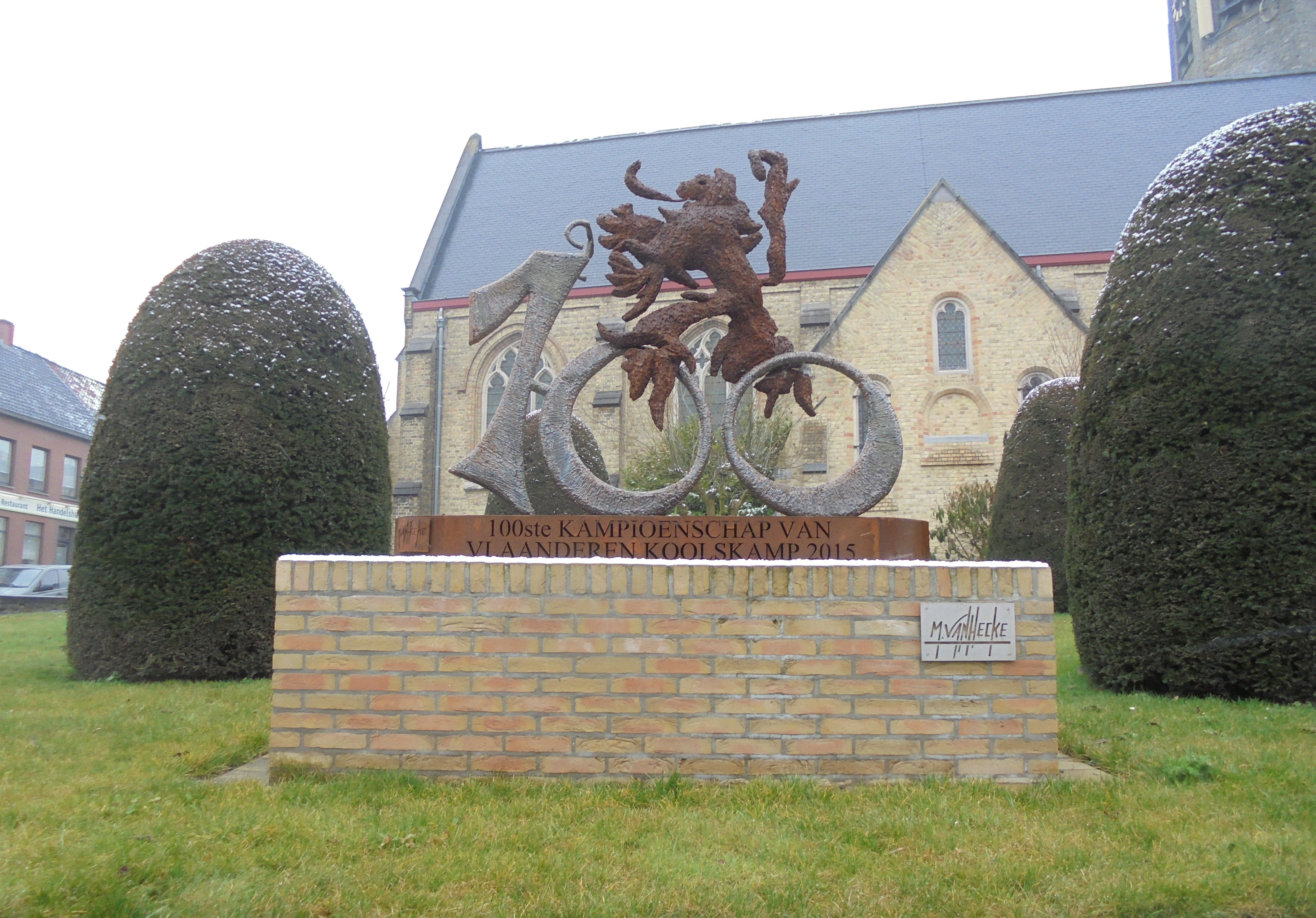
Le monument, installé près de l'église.

Une sculpture a été présentée le jour de la course, commémorant la centième édition de la course. Elle a plus tard été installée près de l'église.
Déjà en 1990, à l'occasion de la 75e édition, un monument avait été édifié près de l'église.

### Règlement de la course

#### Primes
Les vingt prix sont attribués suivant le barème de l'UCI,. Le total général des prix distribués est de 14 477 €.
| Position | 1er     | 2e      | 3e      | 4e    | 5e    | 6e    | 7e    | 8e    | 9e    | 10e à 20e |
| Prix     | 5 785 € | 2 895 € | 1 445 € | 715 € | 580 € | 433 € | 433 € | 287 € | 287 € | 147 €     |

## Classements

### Classement final

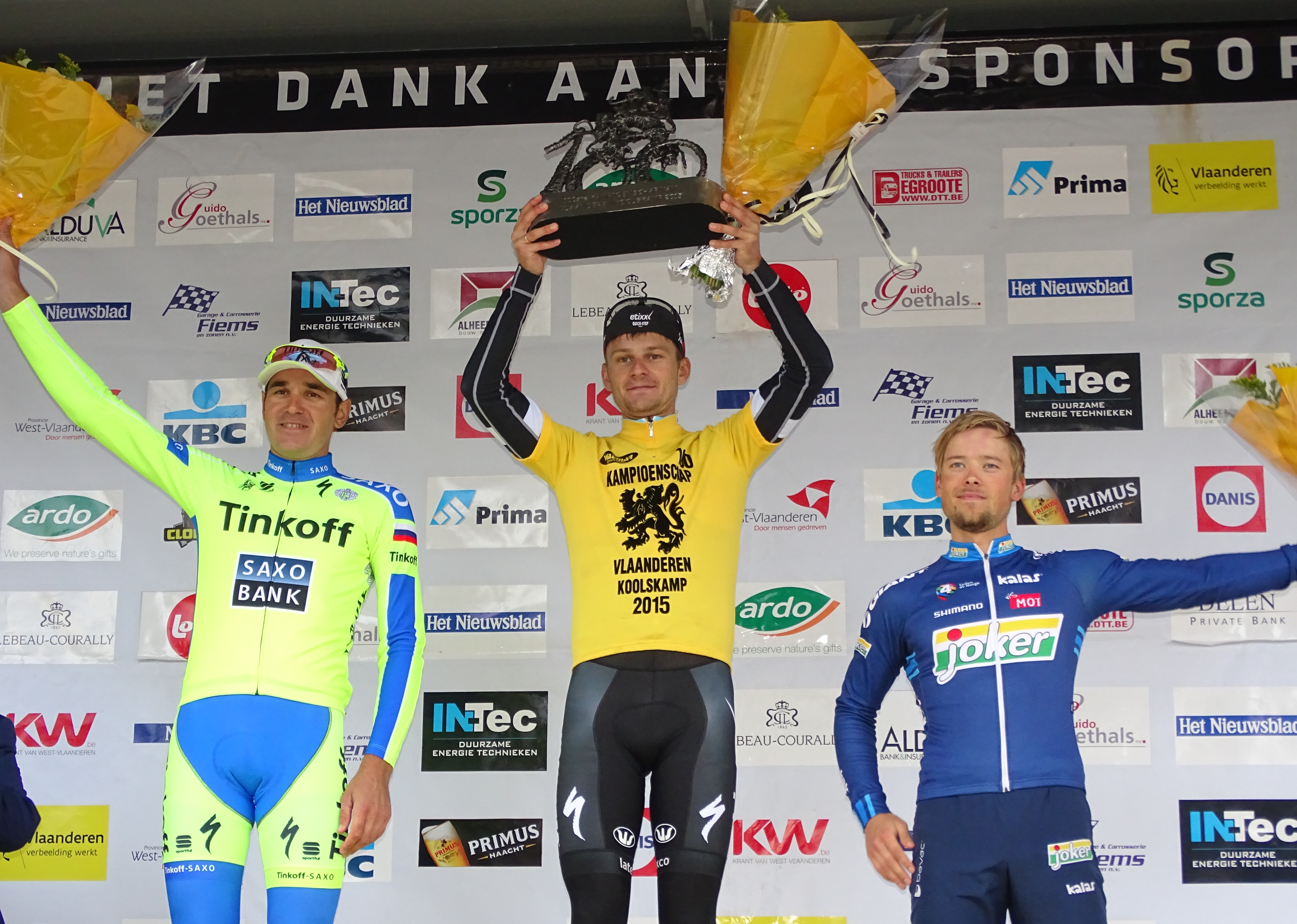
Nikolay Trusov (2e), Michał Gołaś (1er) et Adrian Aas Stien (3e).

La course est remportée au sprint par le Belge Jens Debusschere (Lotto-Soudal) mais Dylan Groenewegen (oompot Oranje Peloton) chute et se blesse. Il atterrit juste devant la ligne d'arrivée sans la franchir. Les commissaires décident ensuite de déclasser Jens Debusschere à la sixième place et d'attribuer la victoire à Michał Gołaś (Etixx-Quick Step). Il est suivi dans le même temps par Nikolay Trusov (Tinkoff-Saxo) et Adrian Aas Stien (Joker). Sur les 188 coureurs qui ont pris le départ, 127 franchissent la ligne d'arrivée.
| \| Classement général \| Classement général \| Classement général \| Classement général \| Classement général \| \| Coureur \| Coureur \| Pays \| Équipe \| Temps \| \| ------------------ \| ------------------ \| ------------------ \| ----------------------------- \| ------------------ \| \| 1er \| Michał Gołaś \| Pologne \| Etixx-Quick Step \| 4 h 27 min 59 s \| \| 2e \| Nikolay Trusov \| Russie \| Tinkoff-Saxo \| + 0 s \| \| 3e \| Adrian Aas Stien \| Norvège \| Joker \| + 0 s \| \| 4e \| Florian Vachon \| France \| Bretagne-Séché Environnement \| + 0 s \| \| 5e \| Roy Curvers \| Pays-Bas \| Giant-Alpecin \| + 0 s \| \| 6e \| Jens Debusschere \| Belgique \| Lotto-Soudal \| + 0 s \| \| 7e \| Boris Vallée \| Belgique \| Lotto-Soudal \| + 14 s \| \| 8e \| Danny van Poppel \| Pays-Bas \| Trek Factory Racing \| + 22 s \| \| 9e \| Yauheni Hutarovich \| Biélorussie \| Bretagne-Séché Environnement \| + 22 s \| \| 10e \| Timothy Dupont \| Belgique \| Roubaix Lille Métropole \| + 22 s \| \| 11e \| Edward Theuns \| Belgique \| Topsport Vlaanderen-Baloise \| + 22 s \| \| 12e \| Max Walscheid \| Allemagne \| Giant-Alpecin \| + 22 s \| \| 13e \| Daniel Hoelgaard \| Norvège \| Joker \| + 22 s \| \| 14e \| Emiel Vermeulen \| Belgique \| Team 3M \| + 22 s \| \| 15e \| Marc Sarreau \| France \| FDJ \| + 22 s \| \| 16e \| Alexander Geuens \| Belgique \| Vastgoedservice-Golden Palace \| + 22 s \| \| 17e \| Jeroen Meijers \| Pays-Bas \| Rabobank Development \| + 22 s \| \| 18e \| Łukasz Wiśniowski \| Pologne \| Etixx-Quick Step \| + 22 s \| \| 19e \| Joeri Stallaert \| Belgique \| Cibel \| + 22 s \| \| 20e \| Wouter Mol \| Pays-Bas \| Join-S-De Rijke \| + 22 s \| |                    |             |                               |                 |
| |                    |             |                               |                 |
| Sources : ProCyclingStats Cycling Quotient Cycling Archives |                    |             |                               |                 |
| Classement général |                    |             |                               |                 |
| Coureur | Coureur            | Pays        | Équipe                        | Temps           |
| 1er | Michał Gołaś       | Pologne     | Etixx-Quick Step              | 4 h 27 min 59 s |
| 2e | Nikolay Trusov     | Russie      | Tinkoff-Saxo                  | + 0 s           |
| 3e | Adrian Aas Stien   | Norvège     | Joker                         | + 0 s           |
| 4e | Florian Vachon     | France      | Bretagne-Séché Environnement  | + 0 s           |
| 5e | Roy Curvers        | Pays-Bas    | Giant-Alpecin                 | + 0 s           |
| 6e | Jens Debusschere   | Belgique    | Lotto-Soudal                  | + 0 s           |
| 7e | Boris Vallée       | Belgique    | Lotto-Soudal                  | + 14 s          |
| 8e | Danny van Poppel   | Pays-Bas    | Trek Factory Racing           | + 22 s          |
| 9e | Yauheni Hutarovich | Biélorussie | Bretagne-Séché Environnement  | + 22 s          |
| 10e | Timothy Dupont     | Belgique    | Roubaix Lille Métropole       | + 22 s          |
| 11e | Edward Theuns      | Belgique    | Topsport Vlaanderen-Baloise   | + 22 s          |
| 12e | Max Walscheid      | Allemagne   | Giant-Alpecin                 | + 22 s          |
| 13e | Daniel Hoelgaard   | Norvège     | Joker                         | + 22 s          |
| 14e | Emiel Vermeulen    | Belgique    | Team 3M                       | + 22 s          |
| 15e | Marc Sarreau       | France      | FDJ                           | + 22 s          |
| 16e | Alexander Geuens   | Belgique    | Vastgoedservice-Golden Palace | + 22 s          |
| 17e | Jeroen Meijers     | Pays-Bas    | Rabobank Development          | + 22 s          |
| 18e | Łukasz Wiśniowski  | Pologne     | Etixx-Quick Step              | + 22 s          |
| 19e | Joeri Stallaert    | Belgique    | Cibel                         | + 22 s          |
| 20e | Wouter Mol         | Pays-Bas    | Join-S-De Rijke               | + 22 s          |

### UCI Europe Tour
Ce Championnat des Flandres attribue des points pour l'UCI Europe Tour 2015, par équipes seulement aux coureurs des équipes continentales professionnelles et continentales, individuellement à tous les coureurs sauf ceux faisant partie d'une équipe ayant un label WorldTeam.
| Position,          | 1er | 2e | 3e | 4e | 5e | 6e | 7e | 8e | 9e | 10e | 11e | 12e |
| Classement général | 80  | 56 | 32 | 24 | 20 | 16 | 12 | 8  | 7  | 6   | 5   | 3   |

## Liste des participants
| Légende | Légende                                                                    | Légende | Légende                                                    |
| ------- | -------------------------------------------------------------------------- | ------- | ---------------------------------------------------------- |
| Num     | Dossard de départ porté par le coureur sur ce Championnat des Flandres     | Pos     | Position à l'arrivée de la course                          |
|         | Indique un maillot de champion national ou mondial, suivi de sa spécialité | NP      | Indique un coureur qui n'a pas pris le départ de la course |
| AB      | Indique un coureur qui n'a pas terminé la course                           | HD      | Indique un coureur qui a terminé la course hors des délais |

| FDJ | FDJ                      | FDJ  |
| --- | ------------------------ | ---- |
| Num | Coureur                  | Pos  |
| 1   | Sébastien Chavanel (FRA) | 122e |
| 2   | Arnold Jeannesson (FRA)  | AB   |
| 3   | Lorrenzo Manzin (FRA)    | 95e  |
| 4   | Francis Mourey (FRA)     | AB   |
| 5   | Benoît Vaugrenard (FRA)  | 84e  |
| 6   | Thibaut Pinot (FRA)      | 54e  |
| 7   | Marc Sarreau (FRA)       | 15e  |
| 8   | Arthur Vichot (FRA)      | 86e  |

| Lotto-Soudal LTS | Lotto-Soudal LTS       | Lotto-Soudal LTS |
| ---------------- | ---------------------- | ---------------- |
| Num              | Coureur                | Pos              |
| 11               | Vegard Breen (NOR)     | 51e              |
| 12               | Stig Broeckx (BEL)     | 48e              |
| 13               | Jens Debusschere (BEL) | 6e               |
| 14               | Kenny Dehaes (BEL)     | 67e              |
| 15               | Sander Armée (BEL)     | AB               |
| 16               | Frederik Frison (BEL)  | 42e              |
| 17               | Boris Vallée (BEL)     | 7e               |
| 18               | Dries Van Gestel (BEL) | 46e              |

| Etixx-Quick Step EQS | Etixx-Quick Step EQS     | Etixx-Quick Step EQS |
| -------------------- | ------------------------ | -------------------- |
| Num                  | Coureur                  | Pos                  |
| 21                   | Gianluca Brambilla (ITA) | AB                   |
| 22                   | David de la Cruz (ESP)   | AB                   |
| 23                   | Michał Gołaś (POL)       | 1er                  |
| 24                   | Gianni Meersman (BEL)    | 100e                 |
| 25                   | Fabio Sabatini (ITA)     | 64e                  |
| 27                   | Martin Velits (SVK)      | 44e                  |
| 28                   | Łukasz Wiśniowski (POL)  | 18e                  |

| Trek Factory Racing TFR | Trek Factory Racing TFR  | Trek Factory Racing TFR |
| ----------------------- | ------------------------ | ----------------------- |
| Num                     | Coureur                  | Pos                     |
| 31                      | Eugenio Alafaci (ITA)    | 59e                     |
| 32                      | Fumiyuki Beppu (JPN)     | AB                      |
| 33                      | Laurent Didier (LUX)     | 116e                    |
| 34                      | Fábio Silvestre (POR)    | AB                      |
| 35                      | Boy van Poppel (NED)     | 73e                     |
| 36                      | Danny van Poppel (NED)   | 8e                      |
| 37                      | Kristof Vandewalle (BEL) | AB                      |
| 38                      | Calvin Watson (AUS)      | AB                      |

| AG2R La Mondiale ALM | AG2R La Mondiale ALM   | AG2R La Mondiale ALM |
| -------------------- | ---------------------- | -------------------- |
| Num                  | Coureur                | Pos                  |
| 41                   | François Bidard (FRA)  | AB                   |
| 42                   | Maxime Daniel (FRA)    | AB                   |
| 43                   | Nico Denz (GER)        | 107e                 |
| 44                   | Samuel Dumoulin (FRA)  | AB                   |
| 45                   | Ben Gastauer (LUX)     | 114e                 |
| 48                   | Sébastien Turgot (FRA) | 35e                  |

| Giant-Alpecin TGA | Giant-Alpecin TGA        | Giant-Alpecin TGA |
| ----------------- | ------------------------ | ----------------- |
| Num               | Coureur                  | Pos               |
| 51                | Roy Curvers (NED)        | 5e                |
| 52                | Bert De Backer (BEL)     | 53e               |
| 53                | Caleb Fairly (USA)       | AB                |
| 54                | Ji Cheng (CHN)           | AB                |
| 55                | Carter Jones (USA)       | 106e              |
| 56                | Zico Waeytens (BEL)      | AB                |
| 57                | Fredrik Ludvigsson (SWE) | 92e               |
| 58                | Max Walscheid (GER)      | 12e               |

| Tinkoff-Saxo TCS | Tinkoff-Saxo TCS     | Tinkoff-Saxo TCS |
| ---------------- | -------------------- | ---------------- |
| Num              | Coureur              | Pos              |
| 61               | Edward Beltran (COL) | AB               |
| 62               | Michael Gogl (AUT)   | 27e              |
| 63               | Michal Kolář (SVK)   | 22e              |
| 64               | Michael Mørkøv (DEN) | 66e              |
| 65               | Evgueni Petrov (RUS) | 45e              |
| 66               | Bruno Pires (POR)    | AB               |
| 67               | Matteo Tosatto (ITA) | 98e              |
| 68               | Nikolay Trusov (RUS) | 2e               |

| Topsport Vlaanderen-Baloise TSV | Topsport Vlaanderen-Baloise TSV | Topsport Vlaanderen-Baloise TSV |
| ------------------------------- | ------------------------------- | ------------------------------- |
| Num                             | Coureur                         | Pos                             |
| 71                              | Amaury Capiot (BEL)             | 125e                            |
| 72                              | Tim Declercq (BEL)              | 47e                             |
| 73                              | Edward Theuns (BEL)             | 11e                             |
| 74                              | Preben Van Hecke (BEL)          | 77e                             |
| 75                              | Gijs Van Hoecke (BEL)           | 76e                             |
| 76                              | Bert Van Lerberghe (BEL)        | 50e                             |
| 77                              | Pieter Vanspeybrouck (BEL)      | AB                              |
| 78                              | Jens Wallays (BEL)              | 115e                            |

| Wanty-Groupe Gobert WGG | Wanty-Groupe Gobert WGG   | Wanty-Groupe Gobert WGG |
| ----------------------- | ------------------------- | ----------------------- |
| Num                     | Coureur                   | Pos                     |
| 81                      | Kevin Callebaut (BEL)     | 90e                     |
| 82                      | Tim De Troyer (BEL)       | NP                      |
| 83                      | Tom Devriendt (BEL)       | AB                      |
| 84                      | Jan Ghyselinck (BEL)      | 41e                     |
| 85                      | Fréderique Robert (BEL)   | 68e                     |
| 86                      | Lander Seynaeve (BEL)     | 101e                    |
| 87                      | Robin Stenuit (BEL)       | AB                      |
| 88                      | James Vanlandschoot (BEL) | 34e                     |

| Roompot Oranje Peloton ROP | Roompot Oranje Peloton ROP | Roompot Oranje Peloton ROP |
| -------------------------- | -------------------------- | -------------------------- |
| Num                        | Coureur                    | Pos                        |
| 91                         | Berden de Vries (NED)      | 24e                        |
| 92                         | Dylan Groenewegen (NED)    | AB                         |
| 93                         | Tim Kerkhof (NED)          | 123e                       |
| 94                         | Michel Kreder (NED)        | 38e                        |
| 95                         | André Looij (NED)          | 97e                        |
| 96                         | Mike Terpstra (NED)        | 69e                        |
| 97                         | Etienne van Empel (NED)    | 58e                        |
| 98                         | Sjoerd van Ginneken (NED)  | 30e                        |

| Androni Giocattoli-Sidermec AND | Androni Giocattoli-Sidermec AND | Androni Giocattoli-Sidermec AND |
| ------------------------------- | ------------------------------- | ------------------------------- |
| Num                             | Coureur                         | Pos                             |
| 101                             | Marco Bandiera (ITA)            | 81e                             |
| 102                             | Massimiliano Barbero (ITA)      | AB                              |
| 103                             | Marco Benfatto (ITA)            | 85e                             |
| 104                             | Francesco Chicchi (ITA)         | 105e                            |
| 105                             | Tiziano Dall'Antonia (ITA)      | 93e                             |
| 106                             | Alberto Nardin (ITA)            | 89e                             |
| 107                             | František Padour (CZE)          | AB                              |
| 108                             | Mattia Viel (ITA)               | 82e                             |

| Bretagne-Séché Environnement BSE | Bretagne-Séché Environnement BSE | Bretagne-Séché Environnement BSE |
| -------------------------------- | -------------------------------- | -------------------------------- |
| Num                              | Coureur                          | Pos                              |
| 111                              | Jean-Marc Bideau (FRA)           | 52e                              |
| 112                              | Brice Feillu (FRA)               | NP                               |
| 113                              | Arnaud Gérard (FRA)              | 104e                             |
| 114                              | Yauheni Hutarovich (BLR)         | 9e                               |
| 115                              | Benoît Jarrier (FRA)             | AB                               |
| 116                              | Christophe Laborie (FRA)         | 94e                              |
| 117                              | Daniel McLay (GBR)               | 43e                              |
| 118                              | Florian Vachon (FRA)             | 4e                               |

| An Post-ChainReaction SKT | An Post-ChainReaction SKT | An Post-ChainReaction SKT |
| ------------------------- | ------------------------- | ------------------------- |
| Num                       | Coureur                   | Pos                       |
| 123                       | Alexander Maes (BEL)      | 112e                      |
| 124                       | Xandro Meurisse (BEL)     | 61e                       |
| 125                       | Paulius Šiškevičius (LTU) | AB                        |
| 126                       | Alistair Slater (GBR)     | AB                        |
| 127                       | Jens Vandenbogaerde (BEL) | AB                        |
| 128                       | Jack Wilson (IRL)         | 113e                      |

| Cibel CIB | Cibel CIB                   | Cibel CIB |
| --------- | --------------------------- | --------- |
| Num       | Coureur                     | Pos       |
| 131       | Lawrence Naesen (BEL)       | 23e       |
| 132       | Kevin De Jonghe (BEL)       | 87e       |
| 133       | Jens Geerinck (BEL)         | AB        |
| 134       | Kenny Goossens (BEL)        | AB        |
| 135       | Glenn Rotty (BEL)           | 91e       |
| 136       | Joeri Stallaert (BEL)       | 19e       |
| 137       | Jori Van Steenberghen (BEL) | 62e       |
| 138       | Benjamin Verraes (BEL)      | 33e       |

| Colba-Superano Ham CSH | Colba-Superano Ham CSH    | Colba-Superano Ham CSH |
| ---------------------- | ------------------------- | ---------------------- |
| Num                    | Coureur                   | Pos                    |
| 141                    | Egidijus Juodvalkis (LTU) | 74e                    |
| 142                    | Vincent De Boeck (BEL)    | AB                     |
| 143                    | Jelle Donders (BEL)       | 119e                   |
| 144                    | Jelle Mannaerts (BEL)     | AB                     |
| 145                    | Nick van der Meer (NED)   | AB                     |
| 146                    | Kevin Suarez (BEL)        | 109e                   |
| 147                    | Glenn Van De Maele (BEL)  | AB                     |

| Join-S-De Rijke RIJ | Join-S-De Rijke RIJ      | Join-S-De Rijke RIJ |
| ------------------- | ------------------------ | ------------------- |
| Num                 | Coureur                  | Pos                 |
| 151                 | Jetse Bol (NED)          | 28e                 |
| 152                 | Kobus Hereijgers (NED)   | 49e                 |
| 153                 | Dex Groen (NED)          | AB                  |
| 154                 | Daan Meijers (NED)       | 55e                 |
| 155                 | Wouter Mol (NED)         | 20e                 |
| 156                 | Jordi Talen (NED)        | 102e                |
| 157                 | Ronan Van Zandbeek (NED) | 78e                 |
| 158                 | Coen Vermeltfoort (NED)  | 79e                 |

| Rabobank Development RDT | Rabobank Development RDT | Rabobank Development RDT |
| ------------------------ | ------------------------ | ------------------------ |
| Num                      | Coureur                  | Pos                      |
| 161                      | Cees Bol (NED)           | 126e                     |
| 162                      | Piotr Havik (NED)        | 29e                      |
| 163                      | Maarten van Trijp (NED)  | AB                       |
| 164                      | Merijn Korevaar (NED)    | AB                       |
| 165                      | Peter Lenderink (NED)    | 37e                      |
| 166                      | Jan Maas (NED)           | AB                       |
| 167                      | Jeroen Meijers (NED)     | 17e                      |
| 168                      | Martijn Tusveld (NED)    | 39e                      |

| Roubaix Lille Métropole RLM | Roubaix Lille Métropole RLM | Roubaix Lille Métropole RLM |
| --------------------------- | --------------------------- | --------------------------- |
| Num                         | Coureur                     | Pos                         |
| 171                         | Julien Antomarchi (FRA)     | AB                          |
| 172                         | Thomas Damuseau (FRA)       | AB                          |
| 173                         | Timothy Dupont (BEL)        | 10e                         |
| 174                         | Rudy Kowalski (FRA)         | AB                          |
| 175                         | Jeremy Leveau (FRA)         | 80e                         |
| 176                         | Romain Pillon (FRA)         | AB                          |
| 177                         | Baptiste Planckaert (BEL)   | AB                          |
| 178                         | Dieter Bouvry (BEL)         | 60e                         |

| Joker TJO | Joker TJO                  | Joker TJO |
| --------- | -------------------------- | --------- |
| Num       | Coureur                    | Pos       |
| 181       | Reidar Borgersen (NOR)     | 56e       |
| 182       | Odd Christian Eiking (NOR) | 88e       |
| 183       | Daniel Hoelgaard (NOR)     | 13e       |
| 184       | Philip Lindau (SWE)        | AB        |
| 185       | Sindre Lunke (NOR)         | 103e      |
| 186       | Anders Skaarseth (NOR)     | 40e       |
| 187       | Adriaan Aas Stien (NOR)    | 3e        |
| 188       | Edvin Wilson (SWE)         | AB        |

| 3M MMM | 3M MMM                  | 3M MMM |
| ------ | ----------------------- | ------ |
| Num    | Coureur                 | Pos    |
| 191    | Martijn Degreve (BEL)   | 121e   |
| 192    | Jimmy Janssens (BEL)    | 71e    |
| 193    | Dylan van Zijl (NED)    | 127e   |
| 194    | Melvin van Zijl (NED)   | AB     |
| 195    | Tim Vanspeybroeck (BEL) | AB     |
| 196    | Nicolas Vereecken (BEL) | 72e    |
| 197    | Emiel Vermeulen (BEL)   | 14e    |

| Vastgoedservice-Golden Palace VGS | Vastgoedservice-Golden Palace VGS | Vastgoedservice-Golden Palace VGS |
| --------------------------------- | --------------------------------- | --------------------------------- |
| Num                               | Coureur                           | Pos                               |
| 201                               | Dennis Coenen (BEL)               | 65e                               |
| 202                               | Sander Cordeel (BEL)              | AB                                |
| 203                               | Gerry Druyts (BEL)                | 108e                              |
| 204                               | Alexander Geuens (BEL)            | 16e                               |
| 205                               | Sam Lennertz (BEL)                | 120e                              |
| 206                               | Rob Ruijgh (NED)                  | 110e                              |
| 207                               | Timothy Stevens (BEL)             | 63e                               |
| 208                               | Alphonse Vermote (BEL)            | AB                                |

| Veranclassic-Ekoï VER | Veranclassic-Ekoï VER           | Veranclassic-Ekoï VER |
| --------------------- | ------------------------------- | --------------------- |
| Num                   | Coureur                         | Pos                   |
| 211                   | Niels De Rooze (BEL)            | 124e                  |
| 212                   | Gorik Gardeyn (BEL)             | 57e                   |
| 213                   | Justin Jules (FRA)              | 25e                   |
| 214                   | David Desmecht (FRA)            | NP                    |
| 215                   | Waile Kahkahy (MAR)             | AB                    |
| 216                   | Martial Roman (FRA)             | 118e                  |
| 217                   | Jelle Goderis (BEL)             | 99e                   |
| 218                   | Francesco Van Coppernolle (BEL) | AB                    |

| Verandas Willems WIL | Verandas Willems WIL        | Verandas Willems WIL |
| -------------------- | --------------------------- | -------------------- |
| Num                  | Coureur                     | Pos                  |
| 221                  | Joeri Calleeuw (BEL)        | AB                   |
| 222                  | Jérôme Kerf (BEL)           | 117e                 |
| 223                  | Ruben Van der Haeghen (BEL) | AB                   |
| 225                  | Joren Touquet (BEL)         | 31e                  |
| 226                  | Elias Van Breussegem (BEL)  | AB                   |
| 228                  | Emiel Wastyn (BEL)          | 21e                  |

| Wallonie-Bruxelles WBC | Wallonie-Bruxelles WBC  | Wallonie-Bruxelles WBC |
| ---------------------- | ----------------------- | ---------------------- |
| Num                    | Coureur                 | Pos                    |
| 231                    | Ludwig De Winter (BEL)  | AB                     |
| 232                    | Tom Dernies (BEL)       | 36e                    |
| 233                    | Jonathan Dufrasne (BEL) | AB                     |
| 234                    | Laurent Evrard (BEL)    | 32e                    |
| 235                    | Loic Pestiaux (BEL)     | 26e                    |
| 236                    | Gaëtan Pons (BEL)       | 96e                    |
| 237                    | Julien Stassen (BEL)    | 111e                   |
| 238                    | Thomas Wertz (BEL)      | AB                     |

| CCT-Champion System CCT | CCT-Champion System CCT | CCT-Champion System CCT |
| ----------------------- | ----------------------- | ----------------------- |
| Num                     | Coureur                 | Pos                     |
| 241                     | Darijus Dzervus (LTU)   | 70e                     |
| 242                     | Denis Flahaut (FRA)     | AB                      |
| 243                     | Jesse Geerts (BEL)      | AB                      |
| 245                     | Tom Goovaerts (BEL)     | 83e                     |
| 246                     | James Spragg (GBR)      | 75e                     |
| 247                     | Tanzou Tokuda (JPN)     | AB                      |
| 248                     | Seppe Verschuere (BEL)  | AB                      |